# Tomopterus kunayala
Tomopterus kunayala är en skalbaggsart som beskrevs av Giesbert 1996. Tomopterus kunayala ingår i släktet Tomopterus och familjen långhorningar.
Artens utbredningsområde är Panama. Inga underarter finns listade i Catalogue of Life.